# Através da Janela
Através da Janela é um filme brasileiro de 2000, do gênero drama, dirigido por Tata Amaral.

## Sinopse
Numa casa deixada pelo falecido marido, situada num bairro em transformação da classe média paulistana, vive Selma, uma enfermeira aposentada, com Raimundo, seu filho de 24 anos. Mãe e filho são muito apegados um ao outro, numa relação não desprovida do erotismo. Sua rotina começa a ser perturbada quando o filho passa a ter uma mudança de comportamento. 

## Elenco
- Laura Cardoso .... Selma
- Fransérgio Araújo .... Raimundo
- Ana Lúcia Torre .... Tomasina
- Leona Cavalli .... Simone
- João Batista Acaiabe .... jardineiro
- Antônio Petrin .... dono do bar
- Débora Duboc .... promotora do supermercado
- José Rubens Chachá .... farmacêutico
- Márcio Aurélio .... testemunha de Jeová
- Daniela Antonelli .... caixa do supermercado

## Produção
O roteiro é de Tata Amaral, Fernando Bonassi e Jean-Claude Bernardet. Bernardet foi assistir à peça teatral Vereda da Salvação, dirigida por Antunes Filho, em que há uma cena em que Luís Melo está falando para o público, se transformando em líder, e a mãe sai detrás do palco e fica atrás dele. Essa cena inspirou todo o roteiro do filme. A mãe na peça é Laura Cardoso. Esse filme foi inspirado por uma cena da Laura.
Tem produção de Van Fresnot, direção de fotografia de Hugo Kovensky, trilha sonora de Lívio Tragtenberg e Wilson Sukorski. A estreia do filme foi no Festival Internacional de Cinema de Roterdão.
As filmagens foram feitas na rua Cuevas, do bairro da Lapa na cidade de São Paulo entre julho e agosto de 1998. A maior parte dos recursos para a produção do filme veio do Banespa, do BNDES, da Riofilme e da Tecban e Salvaguarda, por meio da Lei do Audiovisual e Lei Mendonça, e do Hubert Bals, um fundo holandês de apoio ao cinema independente, ligado ao Festival de Roterdã.

## Recepção

### Prêmios e indicações
- Prêmios de melhor filme e melhor atriz (Laura Cardoso) no Festival do Recife[7]
- Festival de Recife em 2000[8]

 "Prêmio Passista de Melhor Filme"
 "Prêmio Passista de Melhor Atriz"
 "Prêmio Passista de Melhor Roteiro"
- Ganhou o Lente de Cristal de melhor diretor, melhor roteiro e melhor atriz (Laura Cardoso), no 4º Festival de Cinema Brasileiro de Miami.[9]
- . Brazilian Film Festival of Miami em 2000[10]

"Prêmio Lente de Cristal" de Melhor Direção
"Prêmio Lente de Cristal"  de Melhor Atriz
"Prêmio Lente de Cristal" de Melhor Roteiro
- Recebeu uma indicação ao Grande Prêmio Cinema Brasil, na categoria de melhor atriz (Laura Cardoso).[11]
- . Kerala International Film Festival em Kerala, India em 2000  "Menção Honrosa do Júri" pelo Kerala International Film Festival[10]
- . Prêmio APCA em 2001  "Melhor Atriz" para Laura Cardoso[10]
- Festival Melhores do Ano promovido pelo SESC em 2001  "Melhor Atriz" para Laura Cardoso[10]
- . Festival de Cuiabá em 2000   "Melhor Atriz" para Laura Cardoso[12]